# 喜多村久盛
喜多村 久盛（きたむら ひさもり）は、江戸時代後期の弘前藩士。

## 生涯
喜多村久隆の子として誕生。
嘉永6年（1853年）家督1200石を継いだ。大寄合、手廻五番組頭となった。安政3年（1856年）より書院番頭さらに用人を兼ねた。安政6年（1859年）には家老となった。櫛引儀三郎に師事し、学問を修めた。喜多村家には親戚縁故以外との交際を禁止する家法があったが、久盛は優れた人物との交際を望み、求めた。
文久2年（1862年）には高倉盛徳とその弟の西館建哲を家老に推薦している。